# Iouri Mechkov
Pour les articles homonymes, voir Mechkov.
Iouri Alexandrovitch Mechkov (en russe : Юрий Александрович Мешков), né le 25 octobre 1945 à Synelnykove (république socialiste soviétique d'Ukraine, URSS) et mort le 29 septembre 2019 à Krasnogorsk (Russie), est un homme politique ukrainien.
Élu député en 1990 au Conseil suprême de Crimée, il est l'unique président de la république de Crimée de 1994 à 1995. 

## Biographie
Iouri Mechkov est né le 25 octobre 1945 à Synelnykove dans l'oblast de Dnipropetrovsk de la république socialiste soviétique d'Ukraine d'une mère d'origine ukrainienne et d'un père russe cosaque du Kouban. Il a grandi à Simferopol où il a terminé ses études secondaires. Lorsqu'il eut environ huit ans, la région de Crimée fut officiellement transférée de la RSFS de Russie à la RSS d'Ukraine. Pour ses obligations militaires, il a servi dans les gardes-frontières. En 1967 (dans certaines sources en 1977), il est diplômé de la faculté de droit de l'Université d'État de Moscou. Jusqu'en 1982, il a travaillé comme détective puis comme inspecteur en chef au bureau du procureur du district. De 1982 à 1985, il passa du temps sur le yacht de recherche scientifique Skif. Après 1985 et jusqu'en 1990, il travailla à titre privé comme consultant judiciaire. À cette époque, il était également l’un des responsables du département « Mémorial » de la société éclairante d’histoire « All-Union » de la Crimée et président de la fédération de Crimée de kick-boxing.
En 1990, Mechkov a été élu député au Conseil suprême de Crimée (le parlement de la république). Là, il est devenu le cofondateur du parti RDK (mouvement républicain de Crimée). En 1994, il était à la tête du bloc électoral "Russie" pour les élections présidentielles républicaines, où il a facilement battu Mykola Bahrov au second tour. Mykola Bahrov était à l'époque à la tête du Conseil suprême de Crimée. Au second tour de l'élection présidentielle de Crimée en 1994, Mechkov l'emporte à 72,9 % et est élu président unique de la république.
Son principal programme politique consistait à faciliter des relations beaucoup plus étroites avec la fédération de Russie jusqu'à la possible réunification de la Crimée avec la Russie. Mechkov a tenté d'initier une union politico-militaire avec la Russie et a complètement ignoré les positions du gouvernement ukrainien. Il a également essayé de forcer la circulation de la monnaie russe, de délivrer des passeports russes à la population de Crimée, et même de transférer la Crimée au même fuseau horaire que Moscou. En raison de la résistance imprévue de l'opposition locale, Mechkov n'a réussi qu'à placer sa république autonome dans le fuseau horaire de Moscou. Il a également nommé le vice-premier ministre, l'économiste russe Evgueni Sabourov, qui est devenu pratiquement le chef du gouvernement. Il a ensuite affirmé lors de confrontations avec d'autres représentants du gouvernement concernant la légitimité de sa personne nommée qui ne possédait même pas de passeport ukrainien. En raison de cela, Evgueni Sabourov a été contraint de démissionner. Après cela, il a réussi à paralyser le travail du Conseil suprême de Crimée.
En 1995, le Parlement ukrainien a abrogé la Constitution de Crimée et a aboli le poste de président le 17 mars 1995. Après quelques avertissements antérieurs tenus en septembre et novembre 1994 le 17 mars 1995, le président de l'Ukraine, Leonid Koutchma, a signé la loi de l’Ukraine qui abroge la Constitution modifiée de la Crimée et certaines autres lois de la république de Crimée, parce qu’elles étaient contraires à la Constitution de l’Ukraine et mettaient en danger la souveraineté de l’Ukraine. 
Ensuite, Mechkov s'est rendu à Moscou (Russie), où il a enseigné à l'université de Moscou. Il n'est retourné en Crimée que le 2 juillet 2011, car son ex-femme (Lioudmila) était décédée (le 28 mai 2011). Lors d'une conférence de presse du 7 juillet 2011, il a appelé à un référendum sur le rétablissement de la version de la Constitution de Crimée de 1992, qui avait en fait déclaré la Crimée souveraine. Mechkov a également déclaré qu'il avait exclu la possibilité de participer à la vie politique de la Crimée en raison de la nécessité de changer de citoyenneté, mais participerait plutôt au "travail des organisations sociales". Il a également déclaré que "le mouvement russe en Crimée est divisé et envahi par des personnes aléatoires et des traîtres". Le 13 juillet 2011, le tribunal administratif de district de Crimée, contrôlé par l'Ukraine, a déporté Mechkov d'Ukraine avec restriction de l'entrée pour une période de 5 ans. 
Après l'annexion de la Crimée par la Russie en 2014, Mechkov s'est rendu dans la péninsule. Bien qu'il ait eu des conflits avec d'autres membres du mouvement pro-russe en Crimée dans les années 90, ses mérites ont finalement été reconnus. En 2014, il a reçu une médaille « Pour le retour de la Crimée ».